# Hippasa australis
Hippasa australis är en spindelart som beskrevs av Lawrence 1927. Hippasa australis ingår i släktet Hippasa och familjen vargspindlar. Inga underarter finns listade i Catalogue of Life.